# Dilophotriche
Dilophotriche és un gènere de plantes de la família de les poàcies, ordre de les poals, subclasse de les commelínides, classe de les liliòpsides, divisió dels magnoliofitins.

## Taxonomia
- Dilophotriche occidentalis Jacq.-Fél.
- Dilophotriche pobeguinii Jacq.-Fél.
- Dilophotriche purpurea (C.E. Hubb.) Jacq.-Fél.
- Dilophotriche tristachyoides (Trin.) Jacq.-Fél.
- Dilophotriche tuberculata (Stapf) Jacq.-Fél.